# Comte de March

Écu des Mortimer

Le titre de comte de March a été créé plusieurs fois dans la pairie d'Angleterre et dans la pairie d'Écosse. Le titre tient son nom des territoires de marches entre les royaumes d'Angleterre et Royaume d'Écosse ou le pays de Galles. C'est pour cela que le titre a d'abord été porté par des familles puissantes de ces régions. Plus tard, ce titre devient seulement honorifique et le lien géographique avec les marches disparait.

## Pairie d'Écosse
Les comtes de March, sur la frontière écossaise, sont issus de Gospatric, comte de Northumbrie, qui après avoir été privé de son fief par Guillaume le Conquérant en 1072 se retire en Écosse, où il est accueilli par le roi Máel Coluim III, qui lui attribue Dunbar et la contrée environnante.
Ses successeurs contrôlent les marches avec l'Angleterre, mais le titre de comte de March n'est utilisé que comme un titre subsidiaire à celui habituel de comte de Lothian puis comte de Dunbar, jusqu'à Patric (IV) de Dunbar, 8e comte de March († 1308). Son dernier successeur, Georges (II) de Dunbar, 11e comte de March et de Dunbar, est déchu de son titre et voit ses domaines confisqués revenir à la couronne en 1435. Il se retire alors en Angleterre où il meurt dans l'obscurité († vers 1456).
À la suite de cette confiscation, une nouvelle création du titre de « comte de March » est effectuée au profit d'Alexander Stuart, Ier duc d'Albany (seconde création). Après la mort de son successeur, le régent John Stuart, tous les ducs et comtes se trouvent éteints.
La création suivante est faite en 1581 en faveur de Robert Stuart, Ier comte de Lennox, mais après sa mort le titre revient à la Couronne.
La dernière création du titre en Écosse date de 1697, en faveur du Lord William Douglas, deuxième fils du Ier duc de Queensberry.

### Première création
Pour lesquels le titre de comte de March n'était utilisé que par courtoisie.

### Deuxième création (1455)

Écu comtale des Wemyss et March

- Alexander Stuart, Ier duc d'Albany ;
- John Stuart, IIe duc d'Albany.

### Troisième création (1581)
Aussi le titre subsidiaire de Lord Dunbar (1581)
- Robert Stuart (en) († 1586).

### Quatrième création (1697)
En faveur de la famille Wemyss.
- 1697-1705 : William Douglas (de) (mort en 1705) ;
- 1705-1731 : William Douglas (de) (v.1696-1731) ;
- 1731-1810 : William Douglas, 4e duc de Queensberry (1725-1810) ;
- 1810-1853 : Francis Douglas, 8e comte de Wemyss (1772-1853) ;
- 1853-1883 : Francis Wemyss-Charteris, 9e comte de Wemyss (1796-1883) ;
- 1883-1914 : Francis Charteris, 10e comte de Wemyss (1818-1914) ;
- 1914-1937 : Hugo Charteris, 11e comte de Wemyss (1857-1937) ;
- 1937-2008 : David Charteris, 12e comte de Wemyss (1912-2008) ;
- depuis 2008 : James Charteris (en), 13e comte de Wemyss (né en 1948) ;

## Pairie d'Angleterre

### Première création (1328)
- 1328-1330 : Roger Mortimer (1287-1330), 2e baron Mortimer, exécuté en 1330 ;
- 1355-1360 : Roger Mortimer (1328-1360), petit-fils du précédent ;
- 1360-1381 : Edmond Mortimer (1352-1381), comte d'Ulster de uxoris. Fils du précédent ;
- 1381-1398 : Roger Mortimer (1374-1398), 6e comte d'Ulster. Fils du précédent ;
- 1398-1425 : Edmond Mortimer (1391-1425), 7e comte d'Ulster. Fils du précédent ;
- 1425-1460 : Richard Plantagenêt (1411-1460), 3e duc d'York. Neveu du précédent ;
- 1460-1461 : Édouard Plantagenêt (1442-1483), 4e duc d'York. Fils du précédent, qui accède au trône d'Angleterre en 1461, connu comme Édouard IV[3].

### Deuxième création (1479)
- 1479-1483 : Édouard Plantagenêt (né 1470), prince de Galles, duc de Cornouailles. Fils d'Édouard IV, il accède au trône en 1483 (assassiné).

### Troisième création (1619)
- 1619-1624 : Esmé Stuart (1579-1624), 3e duc de Lennox.
- 1624-1655 : James Stuart (1612-1655), 1er duc de Richmond, 4e duc de Lennox. Fils du précédent.
- 1655-1660 : Esmé Stuart (en) (1649-1660), 2e duc de Richmond, 5e duc de Lennox.
- 1660-1672 : Charles Stuart (1639-1672), 3e duc de Richmond, 6e duc de Lennox. Cousin germain du précédent.

Charles Stuart meurt sans héritier, les titres qu'il porte font leur retour à la Couronne.

Écu Gordon-Lennox

### Quatrième création (1675)
- 1675-1723 : Charles Lennox (1672-1723), 1er duc de Lennox et de Richmond, aussi de jure matris duc d'Aubigny (1684).

Voir : ducs de Richmond (de la troisième création).